# Carlo Costly
Carlos Yaír "Carlo" Costly Molina (San Pedro Sula, 18 de julho de 1982) é um futebolista hondurenho que atua na posição de atacante no Real España. Já foi chamado à Seleção Hondurenha de Futebol, e na época 2006/07 foi o melhor marcador do Apertura do Campeonato Hondurenho de Futebol, ao serviço do Club Deportivo Platense.